# Antiporto sodio-idrogeno
L'antiporto sodio-idrogeno o scambiatore sodio-idrogeno è una proteina di membrana che si trova in molte cellule e specialmente nei nefroni renali. Grazie alla sua capacità di espellere ioni H+ che si vengono a formare dal metabolismo e dalla respirazione cellulare, è in grado di mantenere stabile il pH intracellulare mantenendo in equilibrio il sodio. Questa pompa funziona come trasportatore attivo secondario di tipo ad antiporto in quanto, il sodio entra e gli ioni escono dalla cellula in direzioni opposte, rispettivamente secondo gradiente e contro gradiente.